# Galatasaray SK (basket-ball féminin)
Maillots
Le Galatasaray SK est un club féminin turc de basket-ball évoluant en TBBL, soit la première division du championnat de Turquie. Le club, section du club omnisports du Galatasaray Spor Kulubü, est basé dans la ville d’Istanbul.

## Historique
Galatasaray est, en 2014, le premier club turc à remporter l'Euroligue en battent 69-58 le Fenerbahçe avec notamment leur duo espagnol duo espagnol Alba Torrens (9 points, 4 rebonds, 6 passes) – Sancho Lyttle (19 points, 12 rebonds, 2 interceptions).

## Palmarès
Compétitions internationales
- EuroCup : 2009, 2018
- Euroligue : 2014
- Finaliste de EuroCup en 2005
- Finaliste de la SuperCup : 2009

Compétitions nationales
- Champion de Turquie 1987-1988, 1989-1990, 1990-1991, 1991-1992, 1992-1993, 1993-1994, 1994-1995, 1995-1996, 1996-1997, 1997-1998, 1999-2000, 2013-2014, 2014-2015
- Coupe de Turquie : 1992-1993, 1993-1994, 1994-1995 1996-1997, 1997-1998[réf. nécessaire], 2012-2013[2], 2013-2014
- Coupe du Président de Turquie : 1992-1993, 1993-1994, 1994-1995, 1995-1996, 1996-1997, 1997-1998, 2007-2008,2011-2012
- Champion de Turquie - Division 2 :  2006

## Entraîneurs successifs
- Depuis ? : ?

## Effectif 2014-2015
| Numéro | Nom                | Née le            | Taille | Nationalité                             | Poste           |
| 1      | Núria Martínez     | 29 février 1984   | 1,78 m | Espagne                                 | Arrière-ailère  |
| 3      | Kelsey Bone        | 31 décembre 1991  | 1,91 m | États-Unis                              | Pivot           |
| 7      | Aysegül Günay      | 26 octobre 1992   | 1,72 m | Turquie                                 | Meneuse         |
| 9      | Shavonte Zellous   | 18 novembre 1992  | 1,78 m | Espagne                                 | Arrière         |
| 11     | Nevriye Yılmaz     | 16 juin 1980      | 1,92 m | Turquie                                 | Pivot           |
| 14     | Deniz Colakoglu    | 8 mars 1987       | 1,85 m | Turquie                                 | Arrière-ailière |
| 15     | Inci Güclü         | 26 février 1999   | 2,05 m | Turquie                                 | Pivot           |
| 19     | Jelena Dubljević   | 7 mai 1987        | 1,88 m | Monténégro                              | Ailière forte   |
| 20     | Sancho Lyttle      | 20 septembre 1983 | 1,90 m | Saint-Vincent-et-les-Grenadines Espagne | Pivot           |
| 33     | Sebnem Kimyacioglu | 14 juin 1983      | 1,82 m | Turquie                                 | Ailière         |
| 35     | Bahar Çağlar       | 28 septembre 1988 | 1,88 m | Turquie                                 | Intérieure      |

Entraîneur : Ekrem Memnun
Assistant : Derya Özyer

## Effectif 2013-2014
| Numéro | Nom                | Née le            | Taille | Nationalité                             | Poste          |
| 4      | Ayse Cora          | 3 mars 1993       | 1,75 m | Turquie                                 | Arrière-ailère |
| 7      | Yasemen Saylar     | 7 septembre 1990  | 1,77 m | Turquie                                 | Arrière        |
| 8      | Shavonte Zellous   | 28 août 1986      | 1,75 m | États-Unis                              | Arrière        |
| 10     | Işıl Alben         | 22 février 1986   | 1,72 m | Turquie                                 | Meneuse        |
| 11     | Nevriye Yılmaz     | 16 juin 1980      | 1,92 m | Turquie                                 | Pivot          |
| 20     | Sancho Lyttle      | 20 septembre 1983 | 1,90 m | Saint-Vincent-et-les-Grenadines Espagne | Pivot          |
| 21     | Alba Torrens       | 30 août 1989      | 1,72 m | Espagne                                 | Arrière        |
| 23     | Kelsey Bone        | 31 décembre 1991  | 1,91 m | États-Unis                              | Pivot          |
| 33     | Sebnem Kimyacioglu | 14 juin 1983      | 1,82 m | Turquie                                 | Ailière        |
| 35     | Bahar Çağlar       | 28 septembre 1988 | 1,88 m | Turquie                                 | Intérieure     |
| 55     | Esra Sencebe       | 21 décembre 1981  | 1,70 m | Turquie                                 | Ailière        |
|        | Vanessa Blé        | 12 aout 1991      | 1,85 m | Espagne                                 | Ailière forte  |

Entraîneur : Ekrem Memnun
Assistants : Emre Vatansever, Derya Özyer
Galatasaray est le premier club turc à remporter l'Euroligue. Les stambouliotes battent le Fenerbahçe grâce à leur collectif et au duo espagnol duo espagnol Alba Torrens (9 points, 4 rebonds, 6 passes) – Sancho Lyttle (19 points, 12 rebonds, 2 interceptions).
Reconduite pour l'année suivante, Shavonte Zellous voit son contrat rompu peu avant le début de saison 2014-2015. En effet, elle ne s'est pas présentée à la reprise de la saison estimant ne pas avoir perçu les boni liés aux résultats de la saison 2013-2014. Un tribunal arbitral lui donne raison en mai 2015 et condamne le club de Galatasaray à lui verser 205 000 dollars.

## Effectif 2012-2013
Le club enregistre les arrivées d'Ann Wauters et de la double vainqueure de l'Euroligue Sancho Lyttle, titrée avec Salamanque en 2010-2011 puis Valence en 2011-2012. Ses neuf points et neuf rebonds lors de la première rencontre de la Finale UMMC Ekaterinburg ont donné un avantage d'entrée à Valence, avant qu'elle n'inscrive 18 points et 6 rebonds contre Rivas Ecopolis pour le match du titre. En 2012-2013, Linnsay Whalen cumule 13,6 points, 4,4 passes décisives et 5,1 rebonds en Euroligue mais quitte le club avant les huitièmes de finale en raison de retards de salaire, puis est remplacée par Lindsey Harding.
| Numéro | Nom                | Née le            | Taille | Nationalité                             | Poste          |
|        | Nevriye Yılmaz     | 16 juin 1980      | 1,92 m | Turquie                                 | Pivot          |
|        | Lindsay Whalen     | 9 mai 1982        | 1,73 m | États-Unis                              | Meneuse        |
|        | Lindsey Harding    | 12 juin 1984      | 1,73 m | États-Unis                              | Meneuse        |
|        | Eshaya Murphy      | 15 avril 1985     | 1,80 m | États-Unis Monténégro                   | Arrière        |
| 5      | Özge Yavas         | 27 juin 1991      | 1,70 m | Turquie                                 | Meneuse        |
| 7      | Yasemen Saylar     | 7 septembre 1990  | 1,77 m | Turquie                                 | Arrière        |
| 8      | Ayse Cora          | 3 mars 1993       | 1,75 m | Turquie                                 | Arrière-ailère |
| 10     | Işıl Alben         | 22 février 1986   | 1,72 m | Turquie                                 | Meneuse        |
| 12     | Ann Wauters        | 12 octobre 1980   | 1,92 m | Belgique                                | Intérieure     |
| 14     | Şaziye İvegin      | 8 février 1982    | 1,82 m | Turquie                                 | Ailière        |
| 20     | Sancho Lyttle      | 20 septembre 1983 | 1,90 m | Saint-Vincent-et-les-Grenadines Espagne | Pivot          |
|        | Alba Torrens       | 30 août 1989      | 1,72 m | Espagne                                 | Arrière        |
| 23     | Gülsah Gümüsay     | 22 février 1989   | 1,83 m | Turquie                                 | Ailière        |
| 33     | Sebnem Kimyacioglu | 14 juin 1983      | 1,82 m | Turquie                                 | Ailière        |
| 34     | Sylvia Fowles      | 6 octobre 1985    | 1,96 m | États-Unis                              | Intérieure     |
| 35     | Bahar Çağlar       | 28 septembre 1988 | 1,88 m | Turquie                                 | Intérieure     |

Entraîneur : Ekrem Memnun
Assistant : Deryan Ozyer, Emre Vatansever

## Effectif 2011-2012
| Numéro | Nom              | Née le            | Taille | Nationalité       | Poste          |
|        | Melek Bilge      | 23 mars 1989      | 1,92 m | Turquie           |                |
| 7      | Yasemen Saylar   | 7 septembre 1990  | 1,77 m | Turquie           | Arrière        |
| 8      | Ayse Cora        | 3 mars 1993       | 1,75 m | Turquie           | Arrière-ailère |
| 9      | Bahar Çağlar     | 28 septembre 1988 | 1,88 m | Turquie           | Intérieure     |
| 10     | Işıl Alben       | 22 février 1986   | 1,72 m | Turquie           | Meneuse        |
| 11     | Ivanka Matić     | 29 mai 1979       | 1,95 m | Serbie            | Intérieure     |
| 13     | Diana Taurasi    | 11 juin 1982      | 1,82 m | États-Unis        | Arrière        |
| 14     | Şaziye İvegin    | 8 février 1982    | 1,82 m | Turquie           | Ailière        |
| 21     | Alba Torrens     | 30 août 1989      | 1,72 m | Espagne           | Arrière        |
| 23     | Sariye Kumral    | 23 février 1979   | 1,75 m | Turquie           | Arrière        |
| 31     | Tina Charles     | 5 décembre 1988   | 1,93 m | États-Unis        | Intérieure     |
| 12     | Dürdane Gümüsay  | 22 février 1989   | 1,80 m | Turquie           | Ailière        |
|        | Epifaniya Prints | 11 janvier 1988   | 1,75 m | Russie États-Unis | Ailière        |

Entraîneur : Ceyhun Yıldızoğlu
Assistant :

## Effectif 2010-2011
| Numéro | Nom               | Née le            | Taille | Nationalité | Poste      |
| 4      | Tuğba Palazoğlu   | 4 décembre 1980   | 1,72 m | Turquie     | Arrière    |
| 6      | Donneka Hodges    | 19 juillet 1982   | 1,75 m | Bulgarie    | Arrière    |
| 7      | Yasemen Saylar    | 7 septembre 1990  | 1,77 m | Turquie     | Arrière    |
| 8      | Ceyda Kozluca     | 12 mai 1984       | 1,75 m | Turquie     | Arrière    |
| 9      | Bahar Çağlar      | 28 septembre 1988 | 1,88 m | Turquie     | Intérieure |
| 10     | Işıl Alben        | 22 février 1986   | 1,72 m | Turquie     | Meneuse    |
| 11     | Melek Bilge       | 23 mars 1989      | 1,92 m | Turquie     | Intérieure |
| 13     | Gintarė Petronytė | 19 mars 1989      | 1,95 m | Lituanie    | Intérieure |
| 15     | Melisa Can        | 12 mai 1984       | 1,88 m | Turquie     | Intérieure |
| 21     | Nihan Anaz        | 29 avril 1979     | 1,72 m | Turquie     | Arrière    |
| 33     | Seimone Augustus  | 30 avril 1984     | 1,83 m | États-Unis  | Arrière    |
| 34     | Sylvia Fowles     | 6 octobre 1985    | 1,98 m | États-Unis  | Intérieure |
|        | Dürdane Gümüsay   | 22 février 1989   | 1,80 m | Turquie     | Ailière    |
|        | Melis Kaya        | 7 novembre 1991   | 1,85 m | Turquie     | Ailière    |
|        | Ilayda Tokmak     | 19 décembre 1993  | 1,70 m | Turquie     | Arrière    |

Entraîneur : Ceyhun Yıldızoğlu
Assistant :